# Antoine Maurice Tardy de Montravel
Antoine Maurice Tardy de Montravel, né le 8 mai 1784 à Joyeuse et décédé le 19 octobre 1856 à Lyon, est le fils de Louis Damien Tardy comte de Montravel et de Marie-Rosalie Dorothée Pellier de Sampzon.
Il est une personnalité de l’Ardèche. Il a été maire de Joyeuse jusqu’en 1810.
À partir de cette date, il se consacre à l'archéologie. Il est par la suite conseiller général de l’Ardèche. Il décoré de la Décoration du Lys.
Dessinateur, il fut chargé sous la Restauration, par le préfet Paulze d’Ivoy (en poste de 1819 à 1823), de réaliser l’inventaire descriptif et de dessiner des monuments du département.

## Descendance
Il est le père de huit enfants :
- Antoine Jean Louis (1823-1909)
- Louise Marie Héléne
- Joseph-Philippe
- Amélie Jeanne Philippine
- Maurice Joseph
- Fleury Gabriel de Tardy de Montravel
- Eugénie Marie Rosalie
- Marie Adélaïde
- Louis François Théodore